# 立待岬 (曲)
『立待岬』（たちまちみさき）は、1982年8月10日に発売された森昌子の39枚目のシングル。

## 解説
- 北海道函館市の「立待岬」を舞台にしたご当地ソング。

- 森はこの曲で1982年末の「第33回NHK紅白歌合戦」に、10年連続10回目の出場を果たした。

- B面の「おにいちゃん」は、森自身も出演したTBS系テレビドラマ「おにいちゃん」の主題歌として使用された。

## 収録曲
1. 立待岬（3分34秒）
作詞：吉田旺／作曲：浜圭介／編曲：馬飼野俊一
2. おにいちゃん（3分21秒）
作詞：山上路夫／作曲：小林亜星／編曲：いちひさし